# Petrovka (site)
Petrovka is een archeologische site uit de bronstijd, gelegen aan de Isjim, nabij het huidige dorp Petrovka in het district Zjambyl van de oblast Noord-Kazachstan.
De versterkte nederzetting, gedateerd tot het 2e millennium v.Chr., gaf haar naam aan de Petrovkacultuur.